# Megachile longuisetosa
Megachile longuisetosa är en biart som beskrevs av gonzalez, Griswold och > 2007. Megachile longuisetosa ingår i släktet tapetserarbin, och familjen buksamlarbin. Inga underarter finns listade i Catalogue of Life.